# Ágg Károly
Ágg Károly (Budapest, 1955. február 11. –) fotóművész.

## Élete
1980 óta foglalkozik fotográfiával. A fényképezést autodidakta módon sajátította el. 1981-től napjainkig 170 csoportos kiállításon vett részt, és 70 díjat kapott itthon és külföldön (Olaszország, Belgium, Amerikai Egyesült Államok, Japán, Szingapúr, Németország, Ausztrália, Anglia, Románia, Kína, Horvátország) egyaránt.
Katalógusokban, könyvekben rendszeresen jelennek meg képei, eddig 3 önálló falinaptára
látott napvilágot (Szigetközi látomások 1992, Szlovákiai fatemplomok 1992, Budapest 1994).
40 önálló kiállítása volt, ebből 2 Ausztriában, 3 Erdélyben. 1989 óta tagja a Művészeti Alapnak, majd jogutódjának a Magyar Alkotóművészek Országos Egyesületének, 1992 óta a Magyar Újságírók Országos Szövetségének. 2001-ben a Féderation Internationale de l’Art Photographique (Belgium) AFIAP címmel tüntette ki és felvette tagjai sorába.

## Önálló kiállításai (válogatás)
- Madách Galéria, Vác – 1987
- Városi kiállítóterem, Kalocsa – 1988
- Fotógaléria, Salgótarján – 1988
- Magyar Fotográfiai Egyesület, Budapest – 1989
- Fotógaléria, Szolnok – 1990
- Keresztény Értelmiségiek Szövetsége, Adalbertinum, Budapest – 1991
- Katona Lajos Városi Könyvtár, Vác – 1991
- Kultúrcentrum, Mattesburg, Ausztria – 1992
- Kultúrcentrum, Oberschützen, Ausztria – 1993
- Budapesti Városvédő Egyesület, Podmaniczky Terem, Budapest – 1994
- Városi Könyvtár, Győr – 1995
- Hungarian Business Club gálaest, Budapest – 1997
- Bank Center Galéria, Budapest – 1999
- Park Hotel Flamenco, Budapest – 1999
- Galeria Foto-Art, Nagyvárad, Románia – 1999
- Suzuki Ház Galéria, Budapest – 1999
- ERICSSON Képzőművészeti Galéria, Budapest – 2000
- Magyar Sajtó Háza, Budapest – 2000
- Art Budapest – 2001
- Városi Galéria, Kalocsa – 2001
- Nemzeti Színház, Szeged – 2001
- Ibis Budapest Volga Szálloda – 2002

## Díjai
- Podmaniczky-díj 2006
- 1986, 1988,  OLYMPUS, Tokió, Japán, Merit Award,
- 1989 „Magyar Fotográfia '89” Műcsarnok, Budapest, III. díj
- 1989  INTERDIA SHOW, Vác, kollekciódíj,
- 1989 Vizuális Művészeti Hónap, Budapest, I. díj,
- 1990 MAFOSZ Szalon, Zalaegerszeg, Orbán Balázs plakett,
- 1996, 2004 „Premfoto” Nagyvárad, Románia, FIAP Kék Szalag,
- 1996 Monokróm Fotók Biennáléja,  Shenzen, Kína, magyar kollekció FIAP bronzérem.